# 喬安娜氏絲隆頭魚
喬安娜氏絲隆頭魚，又稱喬安娜氏絲鰭鸚鯛，為輻鰭魚綱鱸形目隆頭魚亞目隆頭魚科的其中一種，分布於印尼蘇門答臘島海域，棲息深度12-40公尺，本魚體紅色或紅褐色，腹部份白色; 雌性在頭部與側邊上有5白色的斑紋或水平的列白色斑點;雄性有黑色的腹鰭與藍色的尾鰭，背鰭硬棘11-12枚;背鰭軟條9枚;臀鰭硬棘3枚;臀鰭軟條9枚，體長可達8.5公分，棲息在礁坡碎石區海域，成小群活動，生活習性不明。

## 擴展閱讀
維基物種上的相關：喬安娜氏絲隆頭魚